# Riley Sheehan
Riley Sheehan (* 16. Juni 2000 in Boulder) ist ein US-amerikanischer Radrennfahrer.

## Sportlicher Werdegang
Erste wichtige Erfolge erzielte Sheehan bereits als Junior. 2017 und 2018 gewann er die Gesamtwertung der Tour de l’Abitibi im Rahmen des UCI Men Juniors Nations’ Cup. 2018 wurde er US-amerikanischer Juniorenmeister im Einzelzeitfahren. Nach dem Wechsel in die U23 konnte er zunächst nicht an diese Leistungen anknüpfen und wechselte häufig das Team. Auch der Einsatz als Stagiaire beim Team Rally Cycling in der Saison 2021 brachte nicht den erhofften Durchbruch.
In der Saison 2023 fuhr Sheehan für die Denver Disruptors und startete nur noch bei Rennen in den Vereinigten Staaten. Beim Joe Martin Stage Race war er der dominierende Fahrer: neben zwei Etappenerfolgen gewann alle Einzelwertungen der Rundfahrt. In der zweiten Saisonhälfte erhielt er die Möglichkeit, als Stagiaire für das Team Israel-Premier Tech zu fahren. Überraschend gewann er als Stagiaire mit dem Eintagesrennen Paris–Tours ein Rennen der UCI ProSeries. Daraufhin erhielt er zur Saison 2024 einen Vertrag bei Israel-Premier Tech. Das herausragende Ergebnis in seiner ersten Profisaison war der dritte Platz bei Eschborn–Frankfurt.

## Erfolge
2017
- Gesamtwertung und Nachwuchswertung Tour de l’Abitibi

2018
- Gesamtwertung und eine Etappe Tour de l’Abitibi
- US-Meister (Junioren) – Einzelzeitfahren

2023
- Gesamtwertung, zwei Etappen, Punkte- und Bergwertung Joe Martin Stage Race
- Paris–Tours

## Grand-Tour-Platzierungen
| Grand Tour            | 2024 | 2025 |
| --------------------- | ---- | ---- |
| Giro d’ItaliaGiro     | –    | –    |
| Tour de FranceTour    | –    | …    |
| Vuelta a EspañaVuelta | 123  | …    |